# Descomunització

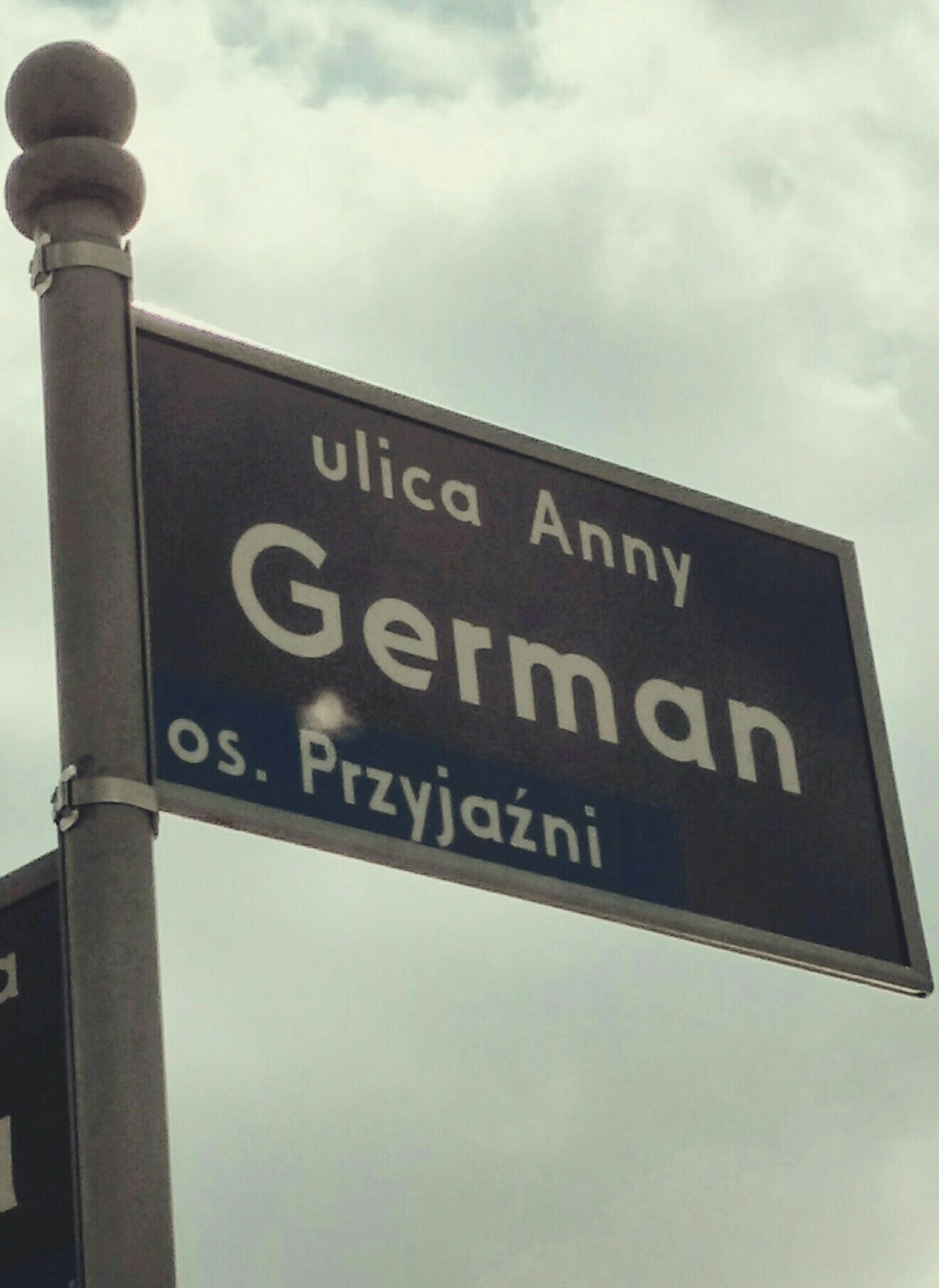
Una de les manifestacions de la descomunización consisteix a canviar de nom carrers. El 2017, es va canviar de nom el carrer Julian Leński de Poznań en honor a Anna German.

Descomunització és un procés de desmantellament dels llegats dels Estats comunistes, la cultura i la psicologia als Estats postcomunistes. A vegades se'n diu neteja política. El terme s'aplica més comunament als antics països del Bloc de l'Est i els Estats postsoviètics per a descriure una sèrie de canvis legals i socials durant els seus períodes de postcomunisme.
En alguns Estats, la clausura inclou la prohibició dels símbols comunistes. En compartir trets comuns, els processos de descomunización s'han executat de manera diferent en diferents Estats.

## Organitzacions descomunizadores

### Investigadors i fiscals
- Cambodja - Les Cambres Extraordinàries als Tribunals de Cambodja
- República Txeca - L'Oficina de la Documentació i la Recerca dels Crims del Comunisme
- Eslovàquia - L'Institut de la Memòria Nacional - Ústav pamäti národa (Sk)
- Estònia - La Comissió Internacional d'Estònia per a la Recerca de Crims Contra la Humanitat
- Alemanya - El Comissionat Federal per als Registres de la Stasi (BStU)
- Indonèsia - El govern de la Nova Ordre
- Hongria - L'Institut d'Història de la Revolució Hongaresa de 1956
- Lituània - El Centre Lituà per a la Recerca del Genocidi i la Resistència
- Polònia - L'Institut de la Memòria Nacional - Comissió per a l'enjudiciament dels delictes contra la nació polonesa
- Romania - L'Institut per a la Recerca dels Crims Comunistes a Romania
- Moldàvia - La Comissió per a l'Estudi de la Dictadura Comunista a Moldàvia
- Ucraïna - L'Institut Ucraïnès de la Memòria Nacional

## Processament de excomunistes
Lustration va arribar a referir-se a les polítiques governamentals de limitar la participació dels excomunistes, i especialment als informants de la policia secreta comunista, en les posicions de successors polítics designats o fins i tot en càrrecs de la funció pública.

### Processament de dirigents estatals comunistes
- l'Afganistan: Nur Muhammad Taraki va ser ordenat a morir pel seu successor Hafizullah Amin.
- l'Afganistan: Mohammad Najibullah va ser condemnat a mort i penjat pel règim Talibà.
- Bulgària: Tòdor Jívkov va ser condemnat a 7 anys de presó, però només va complir un dia perquè va ser alliberat per "raons de salut".
- Cambodja: fins al moment, Khieu Samphan és l'únic líder acusat dels Khmers rojos, mentre que Pol Pot i uns altres van viure lliures sense càrrecs fins a la caiguda en desgràcia de Pot després d'assassinar a Son Sen.
- Alemanya Oriental: Erich Honecker va ser arrestat, però aviat va ser posat en llibertat a causa d'una mala salut. Diverses persones, com Egon Krenz, van ser condemnades.
- Etiòpia - Mengistu Haile Mariam condemnat a mort en absència, sense amnistia fins avui.
- Polònia - Wojciech Jaruzelski va evitar la majoria de les aparicions en els tribunals per mala salut. Va morir el 2014.
- Romania: Nicolae Ceaușescu va ser condemnat a mort i executat.

## Resultats
Els partits comunistes fora dels Estats bàltics no van ser prohibits, i els seus membres no van ser processats. Només uns pocs llocs van intentar excloure fins i tot als membres dels serveis secrets comunistes de la presa de decisions. En diversos països, el partit comunista simplement va canviar el seu nom i va continuar funcionant.
Stephen Holmes, de la Universitat de Chicago, va argumentar el 1996 que després d'un període de desactivació activa, es va trobar amb una falla gairebé universal. Després de la introducció de la lustració, la demanda de bocs expiatoris s'ha tornat relativament baixa, i els excomunistes han estat elegits per a alts càrrecs governamentals i administratius. Holmes assenyala que l'única excepció real va ser l'antiga Alemanya de l'Est, on milers d'antics informadors de la Stasi han estat acomiadats de càrrecs públics.
Holmes suggereix les següents raons per al tancament de la descomunització:
- Després de 45 a 70 anys de comunisme estatal, gairebé totes les famílies tenen membres associats amb l'Estat. El desig inicial de "erradicar als rojos" va donar lloc a l'assumpció que el càstig massiu és incorrecte i que trobar només a part dels culpables no és justícia.
- La urgència dels problemes econòmics actuals del postcomunisme fa que els crims del passat comunista siguin "velles notícies" per a molts ciutadans.
- Es creu que la descomunització és un joc de poder de les elits.
- La dificultat de desallotjar a l'elit social fa que calgui un Estat totalitari per a privar als "enemics del poble" de manera ràpida i eficient, i el desig de normalitat supera el desig de justícia punitiva.
- Molt poques persones tenen un historial perfectament net i, per tant, estan disponibles per a ocupar els llocs que requereixen una experiència significativa.

## Morts atribuïdes a la descomunització
Matthew White va trobar un article del LA Times de 1998 i un article del Times of London de 2000, que van informar que entre 3 i 6 milions de russos i nadius d'altres Estats excomunistes van morir o no van néixer a causa de la disminució de les condicions de vida després de la caiguda del comunisme.
- Anticomunisme
- Desnazificació
- Vergangenheitsbewältigung
- Prohibicións de símbols comunistes